# Tibouchina regeliana
Tibouchina regeliana är en tvåhjärtbladig växtart som beskrevs av Célestin Alfred Cogniaux. Tibouchina regeliana ingår i släktet Tibouchina och familjen Melastomataceae. Inga underarter finns listade i Catalogue of Life.